# TT214
| M12 | A | w | Z4 · W3 · N5 |

| M12 | A | w | Z4 · W3 · N5 |

TT214 (Theban Tomb 214) è la sigla che identifica una delle Tombe dei Nobili ubicate nell'area della cosiddetta Necropoli Tebana, sulla sponda occidentale del Nilo dinanzi alla città di Luxor, in Egitto. Destinata a sepolture di nobili e funzionari connessi alle case regnanti, specie del Nuovo Regno, l'area venne sfruttata, come necropoli, fin dall'Antico Regno e, successivamente, sino al periodo Saitico (con la XXVI dinastia) e Tolemaico.

## Titolare
TT214 era la tomba di:
| Titolare | Titolo                                                 | Necropoli      | Dinastia/Periodo | Note                                                      |
| -------- | ------------------------------------------------------ | -------------- | ---------------- | --------------------------------------------------------- |
| Khawey   | Custode nel Luogo della verità; servo di Amon in Luxor | Deir el-Medina | XIX-XX dinastia  | tomba meridionale, a metà della collina e a sud della TT2 |

## Biografia
Uniche notizie ricavabili dalle decorazioni parietali, il nome della moglie, Tawert, e del figlio Huy.

## La tomba
TT214 è costituita da una cappella superiore e da un appartamento funerario sotterraneo, cui si accede per il tramite di un pozzo sito nel cortile antistante la cappella.
Sulle pareti del cortile, una stele (1 in planimetria) recante una doppia scena del defunto inginocchiato dinanzi ad Amon e Ra-Horakhti, e del defunto e la moglie dinanzi a Osiride. Un breve corridoio, sulle cui pareti, molto danneggiate, (2) sono rappresentati il defunto e la moglie dinanzi a Osiride e alla dea dalla testa di serpente Mertseger, adduce alla cappella; su una parete (3), solo abbozzati, un uomo seduto e un falco e frammenti di decorazione.
Un pozzo nel cortile, al cui fondo si snoda una rampa di scale, immette all'appartamento funerario sotterraneo che consta di un'anticamera in prosecuzione della scala, di una sala trasversale, in cui si apre una sala laterale, e una seconda scala che conduce alla camera funeraria. Sulle pareti: (4-5) due guardiani ai lati della porta di accesso e la personificazione dell'Occidente con una torcia tra due Anubi/sciacalli. Poco oltre (6) duplice scena del defunto inginocchiato dinanzi a una dea/cobra e il defunto e la moglie in adorazione del dio Harsiesi come falco. Sulla parete opposta (7) in due scene, il defunto adora Maat e Thot quale babbuino, e il defunto e la moglie adorano Hathor. Sul fondo (8) il figlio Huy dolente sulla mummia, poggiata su un letto, protetta da Anubi.
Da questa tomba, e segnatamente da una nicchia forse della camera funeraria, provengono alcuni frammenti di scene del defunto inginocchiato in adorazione di Amon-Ra (Museo Egizio di Torino, cat. 9512, 9503). Una tavola di offerte intestata al defunto, oggi al Scheurleer Museum de L'Aia (cat. 1098), proviene molto probabilmente dalla TT214.

### Annotazioni
1. ↑  La numerazione dei locali e delle pareti segue quella di Porter e Moss 1927, p. 308.
2. ↑  La prima numerazione delle tombe, dalla numero 1 alla 253, risale al 1913 con l'edizione del "Topographical Catalogue of the Private Tombs of Thebes" di Alan Gardiner e Arthur Weigall. Le tombe erano numerate in ordine di scoperta e non geografico; ugualmente in ordine cronologico di scoperta sono le tombe dalla 253 in poi.
3. ↑  I campi della Duat, ovvero l'aldilà egizio, si trovavano, secondo le credenze, proprio sulla riva occidentale del grande fiume.
4. ↑  Nella sua epoca di utilizzo, l'area era nota come "Quella di fronte al suo Signore" (con riferimento alla riva orientale, dove si trovavano le strutture dei Palazzi di residenza dei re e i templi dei principali dei) o, più semplicemente, "Occidente di Tebe".
5. ↑  le Tombe dei Nobili, benché raggruppate in un'unica area, sono di fatto distribuite su più necropoli distinte.
6. ↑  Le note, sovente di inquadramento topografico della tomba, sono tratte dal "Topographical Catalogue" di Gardiner e Weigall, ed. 1913 e fanno perciò riferimento alla situazione dell'epoca.
7. ↑  Set-Maat = "Luogo della Verità" era uno dei nomi con cui era noto il villaggio operaio di Deir el-Medina. Il villaggio era anche noto come Pa-demi, ovvero, semplicemente, "il villaggio".

### Fonti
1. 1 2  Porter e Moss 1927,  p. 310.
2. ↑  Gardiner e Weigall 1913.
3. ↑  Donadoni 1999,  p. 115.
4. 1 2  Gardiner e Weigall 1913, p. 34.
5. ↑  Gardiner e Weigall 1913, pp. 34-35.
6. ↑  Gardiner e Weigall 1913, p. 35.
7. ↑  Porter e Moss 1927,  p. 311.